# Yūsuke Kanamaru
Yūsuke Kanamaru (jap. 金丸雄介, Kanamaru Yūsuke; * 14. September 1979 in Hakusan) ist ein ehemaliger japanischer Judoka. Er war 2001 Weltmeisterschaftszweiter im Leichtgewicht, der Gewichtsklasse bis 73 Kilogramm.

## Karriere
Der 1,70 m große Yūsuke Kanamaru siegte 2001 bei den japanischen Meisterschaften. Bei den Ostasienspielen 2001 in Osaka erreichte er das Finale und unterlag dort dem Südkoreaner Min Sung-ho. Zwei Monate nach den Ostasienspielen wurden in München die Weltmeisterschaften 2001 ausgetragen. Kanamaru bezwang im Viertelfinale den Algerier Nourredine Yagoubi und im Halbfinale Min Sung-ho. Im Finale unterlag er dem Russen Witali Makarow. 2002 bei den Asienspielen in Busan erreichte Kanamaru das Finale und unterlag dem Südkoreaner Choi Yong-shin. Anfang 2003 gewann Kanamaru den Jigoro Kano Cup. Er siegte auch bei den japanischen Meisterschaften, bei den Weltmeisterschaften 2003 in Osaka erreichte er den siebten Platz. Im November 2003 unterlag er im Finale der Asienmeisterschaften in Jeju dem Südkoreaner Lee Won-hee.
2005 gewann Kanamaru eine Bronzemedaille bei den Asienmeisterschaften in Taschkent. 2007 siegte er beim Tournoi de Paris und bei den japanischen Meisterschaften. Bei den Weltmeisterschaften 2007 in Rio de Janeiro unterlag er im Viertelfinale dem Südkoreaner Wang Ki-chun. Mit zwei Siegen in der Hoffnungsrunde erreichte er den Kampf um Bronze, den er gegen den Türken Sezer Huysuz gewann. 2008 siegte Kanamaru noch einmal bei den japanischen Meisterschaften. Bei den Olympischen Spielen in Peking unterlag er in seinem Auftaktkampf dem Iraner Ali Maloumat. Nach zwei Siegen in der Hoffnungsrunde schied er gegen den Belgier Dirk Van Tichelt aus und belegte den siebten Platz.